# Oglasa costimaculata
Oglasa costimaculata är en fjärilsart som beskrevs av Alfred Ernest Wileman 1915. Oglasa costimaculata ingår i släktet Oglasa och familjen nattflyn. Inga underarter finns listade i Catalogue of Life.